# Rolf Schroeder
Rolf Schroeder (16. november 1872 på Brøderup Højskole, Snesere Sogn – 28. august 1948 på Frederiksberg) var en dansk arkitekt.
Begravet på Frederiksberg. Forældre: højskoleforstander, exam. jur., senere lotteriforvalter og grosserer Johannes Elieser Schrøder og Anna Pauline Wagner. Broder til Karl Schrøder. Ved dåben Schrøder, antog 1904 stavemåden Schroeder. Gift 29. maj 1900 i København med Alma Ellen Eickhoff, født 29. Maj 1876 på Frederiksberg, datter af maskinfabrikant Frederik Gottfried Leonhard Eickhoff og Alma Ida Hildagunda Wulff.
Rolf Schroeder begyndte ud fra den Herholdt-Holm-Nyropske skole (nationalromantikken) og fremsatte i anledning af de dekorative arbejder i Grundtvigs Hus den for denne skole betegnende udtalelse: ”Bygningskunsten kan genrejses, når skønhedstrang opfylder den, der udfører enkelthederne”. I overensstemmelse dermed må også det, der har værdi i Schroeders arkitektur fra den tid, søges i enkeltheder og enkelte partier. En overgang blev Schroeder grebet af tidens trang til at efterligne barokarkitektur, og en af hans uheldigste frembringelser var her den tysk påvirkede klinik på Martinsvej med detaljer delvis i ”jugendstil”. Senere sluttede han sig, som de fleste af sine samtidige, til den klassicistiske bevægelse, der også hos ham styrkede sansen for form og helhed, som det vil ses af skolen i Lillerød.
Schroeder har desuden indlagt sig fortjeneste ved at deltage i den frembrydende byplanbevægelse.

## Uddannelse
Tømrersvend 1891 (Håndværkerforeningens sølvmedalje); medarbejder hos Vilhelm Dahlerup, Valdemar Koch og Anton Rosen; dimittend fra Teknisk Skole og dekorationsmaler O. Willerups kursus; optaget på Akademiet januar 1893; afgang april 1902; selvstændig virksomhed fra 1898. 
Stipendier: K. A. Larssen 1900; Theophilus Hansen 1904.
Rejser: 1905 i Europa. 

## Udstillinger
Berlin 1910-11; Leipzig 1913; Charlottenborg 1914. 

## Udmærkelser
Guldmedalje, Leipzig, 1913. 

## Stillinger og hverv
- Assistent ved Akademiets Perspektivskole 1902-13
- Indenrigsministeriets konsulent i byggesager fra 1920
- Medlem af Byplanlaboratoriets Plenarforsamling fra 1923
- af Dansk Standardiseringsråd 1926-45
- Formand for det af Akademisk Arkitektforening og Svensk Ingeniørforening nedsatte udvalg til undersøgelse af midler mod træødelæggende organismer fra 1928
- Medlem af Akademiet og Akademirådet 1934; første viceformand i bestyrelsen for Foreningen til Hovedstadens Forskønnelse fra 1929

## Værker
- Nye bygninger til Askov Højskole (1898-99)
- Valgmenighedskirke og præstebolig i Askov (1899-1900)
- Grundtvigs Hus, Studiestræde 36-40 (1906-08, præmieret 1909)

- Klinikbygning, Martinsvej 8 (1908-09, guldmedalje, Leipzig, 1913, ombygget)
- Lillerød Skole (1910, senere udvidet)
- Villa Snekkerstenhus (ombygning af det gamle toldsted)
- Strandvejen 112, Snekkersten (1911)
- Hovedbygning til Ny Allerødgaard i Blovstrød (1912)
- Administrationsbygning for Københavns Belysningsvæsen og Københavns Sporveje, Vognmagergade 8, Gothersgade 53 (opført 1912-13, sammen med G.B. Hagen, som havde vundet førstepræmie i konkurrence 1909)

- Klinikbygning, Hunderupvej 61, Odense (1912-13, præmieret)
- Ombygning af Flors Højskole, Askov (1913)
- Lillerød Brugsforening (1915)
- Strandboulevarden 149/Kertemindegade 3-11 (1916, ombygget)
- Kjeldsgaardsvej 27-37 (1916-18)
- Hans Justs Magasiner, Århusgade 88 (1918)
- Sdr. Boulevard 99-103 (1919)
- Kjeldsgaardsvej 2044, Vigerslev Allé 13-15, Bryggerivej 2-4 (1920-21)
- Fanøgade 2-10, Reersøgade 11-19, Skarøgade 1-7 og 2-6, Tåsingegade 16-18 (1921-22, opførelsen ledet af Frederik Wagner)
- Boligbebyggelsen Toftegårds Plads 1-5, Lyshøj Allé 1-13, Vigerslev Allé 58-74, Aarestrupsvej 1-7 og 2-6, Overskousvej 1-7 og 2-8 (1921-24, opførelsen ledet af Frederik Wagner)
- Johanneskirken, Brørup (1925)

### Dekorative arbejder
- Kamin i Det røde Hus i Askov (1899)
- Lysekronen med bispestavsmotivet og trappegangens billedskærerarbejder i Grundtvigs Hus samt brønden i gården til belysningsvæsenets ejendom
- Ramme til altermaleri (af H. Dohm) i Tranbjerg Kirke; møbler.

### Projekter
- Bebyggelse af de Pasteurske Grunde på Frederiksberg (Gl. Kongevej, Bianco Lunos Allé og Grundtvigsvej) (1904, præmieret)
- Studenterforeningens nye bygning (1908)
- Bebyggelsen af det gamle banegårdsterræn (1911, indkøbt)
- Vej- og bebyggelsesplan for Aalborg (førstepræmie 1912, sammen med Frederik Wagner)
- Politi- og brandstation på Frederiksberg (1914)
- Udvidelse af Statens Museum for Kunst (1937)
- Fisketorv ved Christiansgade (1941)